# Güneş
Güneş (în turcă Güneşin Kızları; lit. „Fiicele lui Güneş”) este un serial turcesc de televiziune. O producție regizată de Sadullah Celen, scenariul fiind scris de Deniz Dargı și Cenk Boğatur.
Este o poveste de dragoste cu răsturnări de situție și final neașteptat. Personajele sunt complexe și imprevizibile. Güneş, interpretată de Evrim Alasya, este o femeie care lucrează ca profesoară și care își crește singură cele trei fiice într-un orășel din Turcia, până când un bărbat, Haluk Mertoğlu (Emre Kınay) o cere de soție. Acum este nevoită să decidă dacă se căsătorește cu el sau nu, în ciuda faptului că una din fete nu este de acord. 

## Intrigă
În orașul Izmir, din Turcia, o femeie își crește singură cele trei fiice. Nazlı (Burcu Özberk) și Selin (Hande Erçel), gemenele care nu se aseamănă deloc și sora lor mai mică, Peri (Miray Akay), sunt nevoite să își lase trecutul în urmă și să se mute în Istanbul, după ce mama lor, Güneş, a acceptat să se căsătorească cu omul de afaceri Haluk Mertoğlu (Emre Kınay). Güneş crede că a întâlnit omul potrivit, dar se va convinge singură de acest aspect, nu înainte de a trece peste răutățile famliei lui Haluk, care o acceptă cu greu. Fetele se adaptează ușor în vila în care vor trebui să locuiască. Nazlı încă îl suspectează pe Haluk, în timp ce Selin încearcă să se împrietenească cu amicii noului lor frate, Ali (Tolga Sarıtaş), dar este pusă în situații stânjenitoare.
Serialul prezintă modul în care decurg relațiile din familie. Apar probleme, chiar cu caracter psihologic, dar intervin și drama, suspansul, misterul și romantismul.

## Personaje
- Haluk Mertoğlu - Emre Kınay - Este personajul principal masculin al serialului. Un om de afaceri înstărit, puternic și influent. Prin felul lui carismatic, o cucerește pe Güneş, pe care o și cere în căsătorie, după o perioadă scurtă de timp. Personajul este cu două fețe; una în care este atent, romantic și familist, iar cealaltă este partea întunecată și plină de ură. Încearcă să o ascundă, însă iese la suprafață când nici nu te aștepți.
- Güneş Mertoğlu - Evrim Alasya - Este personajul principal feminin. Evrim Alasya joacă rolul unei profesoare, devotată celor trei fiice cărora și-a dedicat înreaga viață. O femeie calculată, blândă dar care nu se teme să își arate colții atunci când este nevoită. La vârsta ei crede că iubirea este imposibilă, dar totul se schimbă din momentul în care Haluk îi iese în cale.
- Nazlı Yılmaz - Burcu Özberk - Una din gemenele lui Güneş. O adolescentă rebelă, încăpățânată, certăreață și bătăușă, care nu se aseamănă deloc cu sora ei geamănă.Nazlı îl întâlnește pe Savaș Mertoğlu.Ea se îndrăgostește de el și mai târziu aceștia vor fi împreună.
- Selin Yılmaz Mertoğlu - Hande Erçel  - Cealaltă geamănă a lui Güneş. Este conștientă de frumusețea ei cu care profită din plin. O fire visătoare, veselă și plină de viață, dar care își deschide cu greutate sufletul în fața celorlalți.Selin se căsătorește cu Ali Mertoğlu.
- Peri Yılmaz - Miray Akay - Este mezina lui Güneş. O fire rușinoasă, dar în același timp săritoare la nevoile oamenii din jurul ei. Iubește mult animalele și îi place să vadă oamenii fericiți.
- Ali Mertoğlu - Tolga Sarıtaş - Este băiatul lui Haluk. Arătos, dar viclean, încearcă să pară puternic, însă are și o latură sensibilă care va ieși, până la urmă, la suprafață. Băiat de bani gata și fără nici un scop în viață, acționează fără să îi pese de cei din jurul lui. Experiențele anterioare cu tatăl lui îl face să se tempereze și să nu îl supere știind consecințele care vor urma. Nu a fost îndrăgostit niciodată și nu ia în serios iubirea, până când apare „ea”.
- Rana Mertoğlu - Meltem Gülenç - Este sora mai mare a lui Haluk. Este o doamnă în adevăratul sens al cuvântului. O persoană controlată, calculată, agresivă pasiv și cu reguli stricte. Are un fiu adoptiv, Savaş, de care are cea mai mare grijă și este atentă ca acestuia să nu i se întâmple nimic.
- Savaş Mertoğlu - Berk Atan - Este fiul adoptiv al Ranei. Un tânăr atrăgător, golan și periculos la prima vedere. În urmă cu un an, iubita lui, Melisa, a dispărut. Acum prietenii îl consideră un criminal și nu vor să mai aibă nimic de a face cu el. Din cauza traumei suferite, acesta își pierde cunoștința și nu își mai amintește ce s-a întâmplat cu adevărat în acea noapte.
- Sevilay - Funda İlhan - Este unul din personajele negative și totodată și mama lui Ali. Speră până în ultimul moment că se va împăca cu Haluk, fiind îndrăgostită opsesiv de acesta și luptă să îl recâștige.

## Caractere
| Actor                | Personaj       | Episoade | Despre        |
| -------------------- | -------------- | -------- | ------------- |
| Emre Kınay           | Haluk Mertoğlu | 1-39     | Rol principal |
| Evrim Alasya         | Güneş Mertoğlu | 1-39     | Rol principal |
| Tolga Sarıtaş        | Ali Mertoğlu   | 1-39     | Rol principal |
| Burcu Özberk         | Nazlı Yılmaz   | 1-39     | Rol principal |
| Berk Atan            | Savaş Mertoğlu | 1-39     | Rol principal |
| Hande Erçel          | Selin Mertoğlu | 1-39     | Rol principal |
| Miray Akay           | Peri Yılmaz    | 1-39     |               |
| Meltem Gülenç        | Rana Mertoğlu  | 1-39     |               |
| Funda İlhan          | Sevilay        | 1-39     |               |
| Teoman Kumbaracıbaşı | Ahmet Mertoğlu | 1-39     |               |
| Kanat Heparı         | Mert           | 1-39     |               |

## Calendar Turcia
| Sezon | Program                                  | Premieră      | Sfârșitul sezonului | Episoade | Număr de episoade | Ani       | Canal   |
| ----- | ---------------------------------------- | ------------- | ------------------- | -------- | ----------------- | --------- | ------- |
| 1     | Joi 20:00 / Vineri 20:00 / Sâmbătă 20:00 | 18 iunie 2015 | 18 martie 2016      | 1-39     | 39                | 2015-2016 | Kanal D |